# 南斯拉夫联盟共和国
南斯拉夫联盟共和国（羅馬化：Savezna Republika Jugoslavija），中文常简称南联盟（СРЈ）或南斯拉夫，是在1992年到2003年期间存在于东南欧巴尔干半岛中部的一个聯邦制共和国。1990年代初期，随着东欧剧变，南斯拉夫社会主义联邦共和国也趋于瓦解，斯洛文尼亚、克罗地亚、波黑、马其顿四国宣布独立。1992年，原南斯拉夫的两个加盟国塞爾維亞和黑山组建了南斯拉夫联盟共和国。南联盟成立後长期处在战争泥沼中，先后直接参与了克罗地亚战争、波斯尼亚战争和科索沃战争。
該國認為自己為南斯拉夫社会主义联邦共和国的殘存國家，但不被其他国家认可，直到2000年以新会员国的身份加入联合国。2003年，南斯拉夫联盟共和国改名為“塞爾維亞與蒙特內哥羅”这一松散的邦联制的国家联盟。2006年，隨著黑山通过公投方式实现独立，塞爾維亞也同時獨立，兩國均因此成為各自獨立的主權國家。
隨著南斯拉夫社會主義聯邦共和國四个加盟国的独立，剩下兩國組建的南聯盟民族成份較為單一。兩國的主体民族雖然分別是塞爾維亞人、黑山人，不过兩者在文化方面極為相似。黑山民族主義者主張黑山人是和塞爾維亞人不同的独立民族，但有相當多人認為黑山人是塞爾維亞人的支系。南聯盟的少數民族有阿爾巴尼亞人、馬扎爾人、羅馬尼亞人等。在科索沃自治省，占人口多數的阿爾巴尼亞人和占少数的塞爾維亞人之間的民族矛盾日益加剧，兩族的衝突在南聯盟時期始終都是嚴重的問題。

## 称呼及国际地位
南斯拉夫聯盟共和國（塞爾維亞和黑山）認為自己是南斯拉夫社会主义联邦共和国的繼承國，但其他原加盟國對此表示反對。聯合國也未許可南聯盟繼承南斯拉夫社会主义联邦共和国在聯合國的席位。直到2000年11月2日，南斯拉夫联盟共和国才重新加入聯合國。1992年至2000年期間，美國等國家稱南聯盟為「塞爾維亞和黑山」，或者因塞爾維亞在南聯盟內擁有支配地位而單稱其為「塞爾維亞」。特別是在斯洛博丹·米洛舍維奇擔任塞爾維亞總統的時期，米洛舍維奇有比聯邦總統更強的影響力。反對米洛舍維奇和塞爾維亞民族主義的人稱米洛舍維奇統治下的南斯拉夫聯盟共和國為「大塞爾維亞」。

## 歷史
1991年至1992年期間，南斯拉夫社會主義聯邦共和國開始解體。斯洛文尼亞、克羅埃西亞、波斯尼亞和黑塞哥維那幾個加盟國紛紛公投獨立。只有塞爾維亞共和國和黑山共和國留在南斯拉夫聯邦。兩國決定維持聯邦存在。1992年，制定了新憲法。受到舊東方集團國家共產主義體制崩潰的影響，共產主義體制被放棄，1990年解體的南斯拉夫共產主義者联盟的指導地位被否定。國旗中的紅星被去除，帶有社會主義色彩的國徽也進行了修改，改為象徵塞爾維亞和黑山的雙頭鷹的紋章。警察這一職業的名稱由「人民警察」（Милиција / Milicija）改為「警察」（Полиција / Policija）。兩個共和國各自擁有自己的武裝力量。新聯邦還廢除了南斯拉夫社會主義聯邦共和國時代的集體領導體制，實行民選總統制，并設有一個民選的議會。

### 南斯拉夫聯盟共和國和南斯拉夫內戰

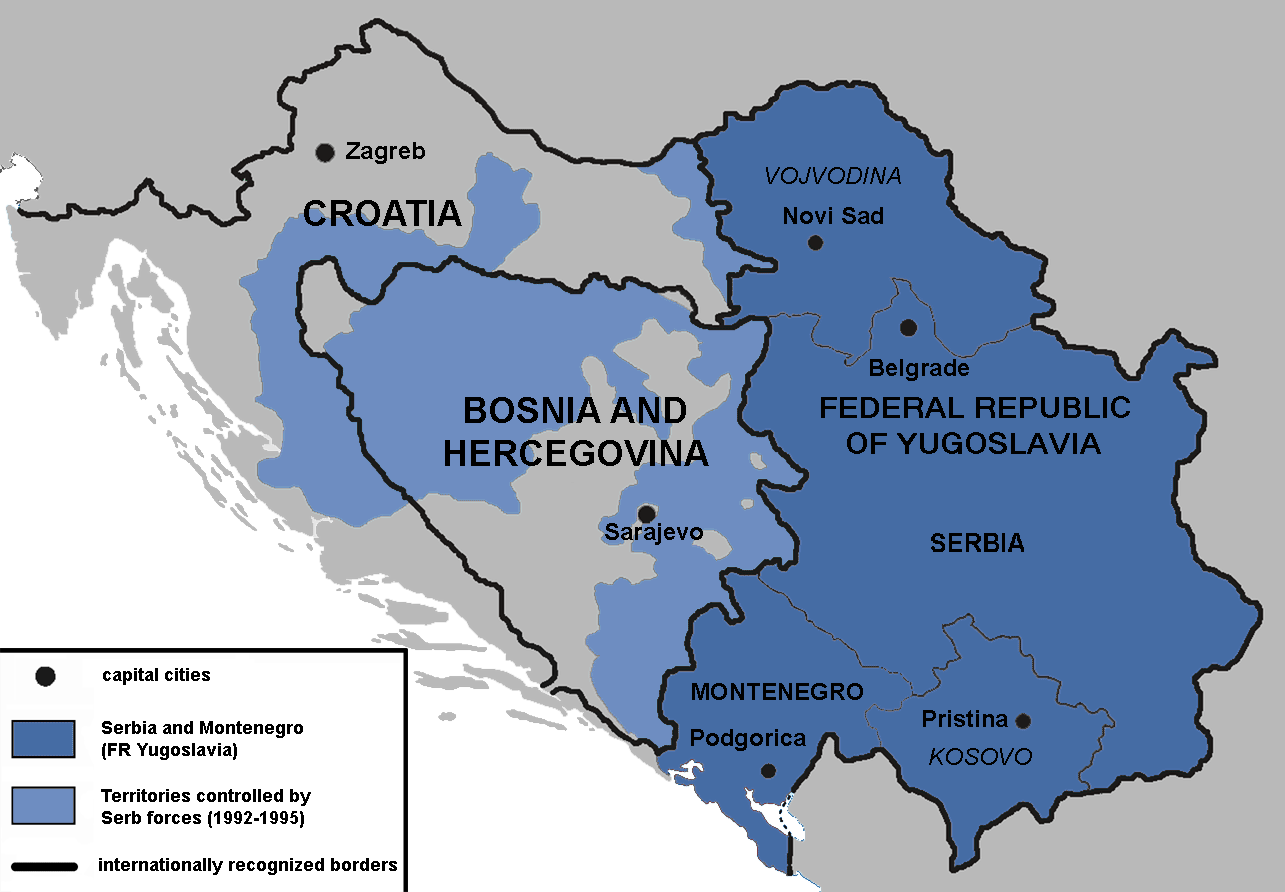
塞爾維亞族武裝勢力在南斯拉夫內戰期間控制過的地區

由於1990年代南斯拉夫內戰的關係，南斯拉夫聯盟共和國被禁止參加各國際組織。這也影響了舊聯邦的資產和債務，特別是國債分配的協議。南斯拉夫聯盟共和國政府在1991年至1995年期間的戰爭中曾支持克羅埃西亞和波黑的塞爾維亞人勢力。因此也使得南聯盟遭受了經濟和政治制裁，國家經濟崩潰，眾多青年人口流出至外國。
BBC的紀錄片節目「Death of Yugoslavia」中播出，南斯拉夫高官博里薩夫·約維奇曾公開宣称波黑塞族共和国军是自南斯拉夫人民軍中分出的組織。因此，隨著波黑的獨立，之前駐紮在波黑的南斯拉夫人民軍通過這種方式擺脫了「外國侵略軍」的身份，南斯拉夫得以迴避以侵略者的身份介入戰爭的嫌疑。當時波黑塞族共和国軍的財力難以維持軍隊運行，從南斯拉夫獲得了大量的装備和全部的資金。並且，塞爾維亞激進黨的黨首，民兵組織「白鷹」的創建者沃伊斯拉夫·舍舍利稱，塞爾維亞總統斯洛博丹·米洛舍維奇曾要求他將民兵送往波黑。同時，指揮波黑塞族共和国军的是前南斯拉夫人民軍指揮官拉特科·姆拉迪奇。姆拉迪奇曾以南斯拉夫人民軍指揮官的身份參與1991年至1992年的克羅地亞戰爭，因在波黑戰爭中的戰爭犯罪嫌疑而在前南斯拉夫國際法庭被起訴。

### 分離主義
波士尼亞戰爭期間，黑山一直與塞爾維亞站在同一陣線。但在波士尼亞戰後，兩國由於科索沃問題漸趨緊張，再加上經濟政策上的差距加大，黑山與塞爾維亞間的關係終於產生了變化。1996年，黑山廢除了塞爾維亞簽訂的經濟合作關係，開始了獨自的經濟政策，導入德國馬克作為貨幣。之後黑山政府也持續實施以獨立為目標的政策。1997年，黑山領導人公開對米洛塞維奇提出質疑。從1999年開始，蒙國高層開始主張脫離塞爾維亞，建立獨立的國家，並且在科索沃戰爭期間傾向西方，同情科索沃。2000年聯盟大選後米洛塞維奇下台，使得歐盟與南聯盟恢復外交關係，西方因此由支持黑山獨立，轉向支持維持現有的聯邦狀態。然而黑山和塞爾維亞之間緊張的政治關係在2000年米洛舍維奇下台之後也一直持續。並且，阿爾巴尼亞人民族主義者的武装組織在1996年開始其暴力行為逐漸激化。南聯盟國家的存續對政府來說已經是嚴重的問題。

### 科索沃戰爭

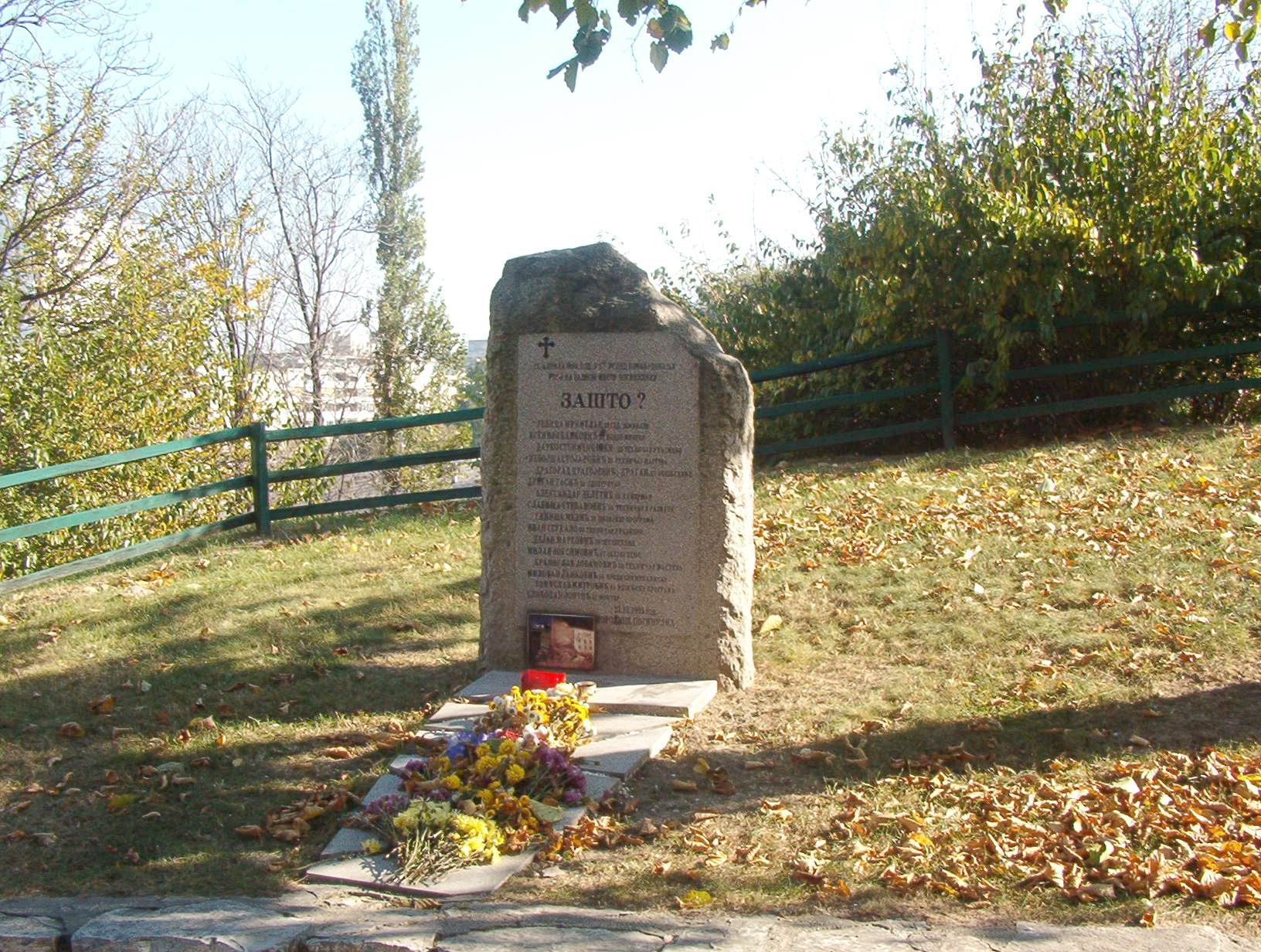
纪念塞尔维亚广播电视在北约轰炸中遇难职工的纪念碑

米洛舍維奇的第二任塞爾維亞總統任期結束之後，參加了南聯盟總統的選舉，并獲得勝利。隨著米洛舍維奇成為聯邦總統，他獲得了南斯拉夫聯邦軍隊和治安部隊的直接指揮權。米洛舍維奇將軍隊投入到鎮壓科索沃分離活動的行動中。衝突在1996年至1999年期間激化，發展為科索沃戰爭。
1999年3月開始，在美國的指導下，北大西洋公約組織（NATO）開始介入科索沃戰爭。北約認為南联政府在科索沃對阿爾巴尼亞人進行種族清洗。其中證據之一是過激派塞爾維亞人民族主義者沃伊斯拉夫·舍舍利在這時擔任南斯拉夫的總理。舍舍利率領的民兵組織「白鹰」參與了克羅地亞戰爭和波黑戰爭，犯下了屠殺市民等眾多暴行。而國際社會擔心同樣的事情會發生在科索沃的阿爾巴尼亞人身上。並且，米洛舍維奇也被懷疑間接參與了上述暴行。北約開始了名為聯軍作戰的大規模空襲，對疑似南联軍隊和塞爾維亞人準軍事組織的相關設施進行轟炸，中国驻南联盟使馆亦被轰炸。在南斯拉夫各地，北約的作戰造成了488名平民伤亡，受到了來自俄中等国的嚴厲批判。南联政府批評北約的行為是以市民為對象的恐怖攻撃。貝爾格萊德在二戰之後首次遭到空襲。北約介入之後，塞爾維亞人軍事勢力失去能力，西方国家仍然指责其對阿爾巴尼亞人進行屠殺。庫斯卡屠殺、波杜耶沃屠殺、維利卡庫爾沙屠殺等都是在戰爭中塞爾維亞人警察和準軍事組織對阿爾巴尼亞民眾進行的屠殺。北約要求南联停止在科索沃的軍事行動，并要求恢復科索沃的自治。迫于以美国为首的北约强大的武力介入与威胁，最终米洛舍维奇接受了北约开出的条件，科索沃解放軍必须解除武裝，停止軍事行動。南聯盟則從科索沃撤軍，允許阿尔巴尼亚人回鄉重建家園，並接受聯合國維和部隊的監督（北約可在聯合國旗幟下參與），於是科索沃戰爭宣告終止。
1999年6月，北約結束空襲之後，以北約為主的聯合國維和部隊進入科索沃，和科索沃解放軍合作恢復科索沃的秩序。北約決定和科索沃解放軍合作使得塞爾維亞人認為北約站在分離主義者的一側。科索沃解放軍在戰爭中也對塞爾維亞民眾犯下諸多暴行。在科索沃的統治權交給北約時，有約30萬人的科索沃居民（主要是塞爾維亞人）離開或被驅逐出科索沃。由於眾多塞爾維亞人離開科索沃，科索沃的塞爾維亞人人口大幅減少。眾多塞爾維亞人擔心已經加入科索沃統治機構的科索沃解放軍對塞爾維亞人展開迫害。雖然引起了眾多的批判，聯合國對科索沃的決議的實施得到了進展。科索沃雖然在法律上是南斯拉夫的一部份，但南联的統治權已被完全排除。科索沃效仿黑山停止使用南斯拉夫第納爾，并擁有獨自的議會和內閣。並且還走在黑山之前製作了自己的汽車牌號。在科索沃，南联的法律制度並不適用，科索沃擁有自己的政府，南联的軍隊、警察、民兵、準軍事組織都被從科索沃排除。聯合國的決議直至南聯盟解體之後的2009年為止都有效。

### 改組與分裂

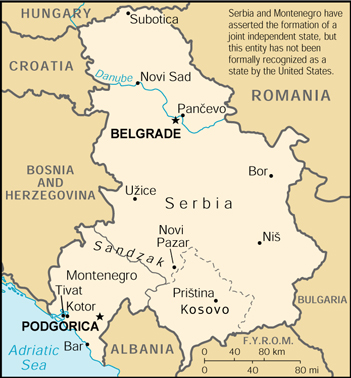
南联盟位置

塞爾維亞與黑山間的關係並沒有因為西方國家支持維持現狀而改善，而1992年南聯盟的憲法中又沒有提及關於聯邦共和國實體獨立的權利及過程，從而引發爭論。後來在歐盟的調停下，雙方於2002年3月14日在貝爾格萊德簽署協議，決定將聯邦變為由兩個各自擁有經濟、貨幣以及關稅決定權的半獨立（semi-independent）國家所組成，並且更名為「塞爾維亞與黑山」。另外依據此協定通過了聯邦的新憲章，明定憲章通過三年後，任何一方都有權提出脫離聯邦。後來在2006年5月，黑山舉行獨立公投，6月3日，國會宣布獨立，塞黑瓦解。

## 行政區劃

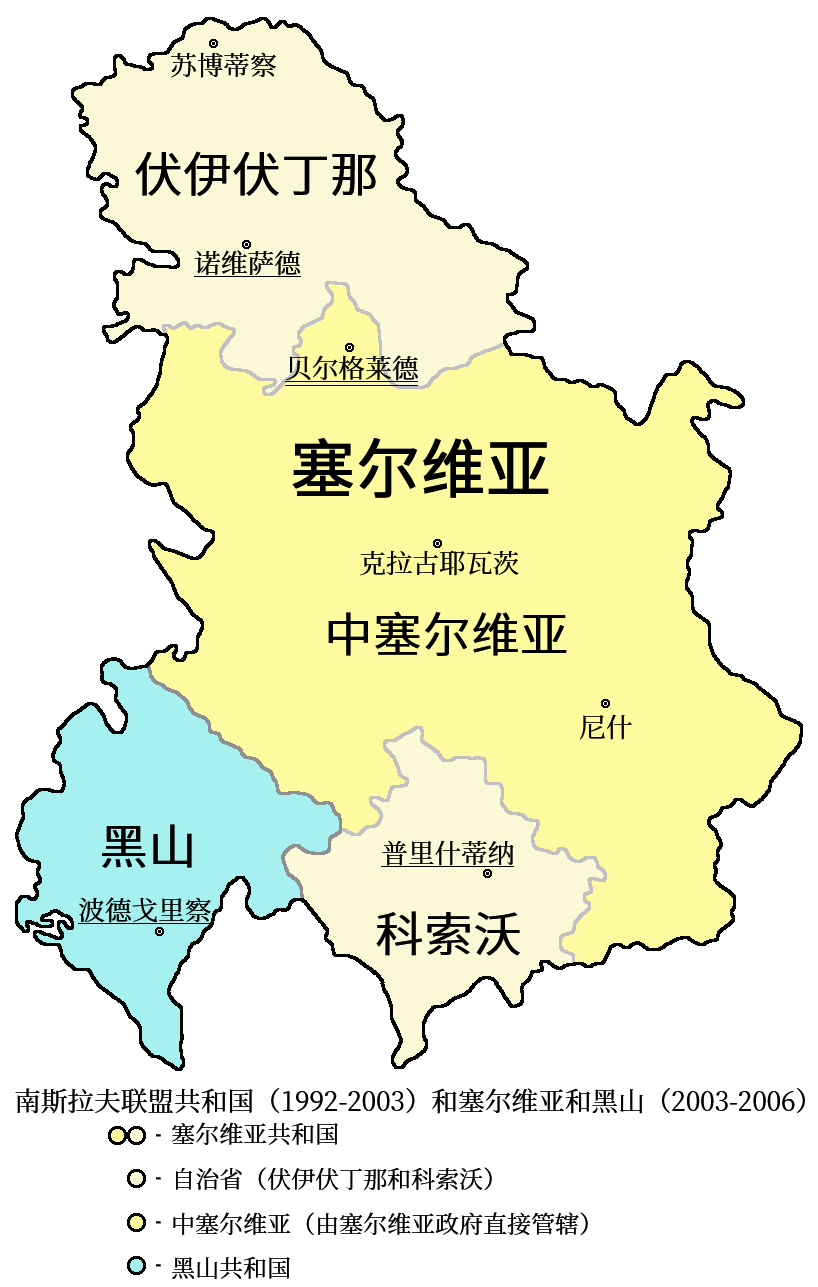
南斯拉夫聯盟共和國的行政區劃。黃色且面積較大的部份是塞爾維亞共和國。藍色且面積較小的部份是蒙特內哥羅共和國。

南斯拉夫聯盟共和國的領土區劃可分為兩個共和國。塞尔维亚共和国之下还包括兩個自治省。
| 国旗 | 国徽 | 国名             | 首府       | 现今       | 行政区划         |
| ---- | ---- | ---------------- | ---------- | ---------- | ---------------- |
|      |      | 塞爾維亞共和國   | 贝尔格莱德 | 塞爾維亞   | 塞爾維亞行政區劃 |
|      |      | 蒙特內哥羅共和國 | 波德戈里察 | 蒙特內哥羅 | 黑山行政区划     |

### 塞爾維亞共和國
塞爾維亞共和國分為195個市镇和4個城市，這是地方自治的基本單位。塞爾維亞共和國還轄有兩個自治省：南部的科索沃和梅托希亚自治省設有30個市镇，在1999年后由聯合國監管治理。伏伊伏丁那自治省位於北部，設有46個市镇和1個城市。而伏伊伏丁那自治省以及科索沃和梅托希亚自治省以外的塞爾維亞地區通稱為中塞爾維亞，但中塞爾維亞并不是一個正式的行政區劃。
塞爾維亞共和國有四個城市：貝爾格萊德、尼什、諾維薩德和克拉古耶瓦茨。每個城市均有自己的議會和預算。城市下設市辖市镇（中文语境里可理解为“市辖区”），並且分為「都市市镇」（中心城区）和「其他市镇」（郊區）。城市的部分权限下放至市辖市镇里。

### 黑山共和國
黑山共和國分為21個市镇。

### 自治省
- 伏伊伏丁那自治省－塞爾維亞共和國的自治省。首府：諾維薩德。
- 科索沃和梅托希亚自治省－塞爾維亞共和國的自治省。科索沃戰爭後由聯合國監管。首府：普里什蒂納。

## 政治
南斯拉夫聯邦議會由國民議會和共和國議會組成。國民議會起著代表南斯拉夫民眾民意的功能。而在共和國議會中，聯邦的各共和國選出的議員數量相等，保證了兩共和國的平等。
南斯拉夫聯盟共和國廢除了過去南斯拉夫社會主義聯邦共和國的集體領導制，通過選舉產生總統。南聯盟存在期間，總統這一職位並不安定，沒有人能連續四年以上擔任總統職務。首任總統是1992年至1993年期間任職的多布里察·喬西奇，他是二戰時期共產主義遊擊隊的一員。喬西奇在之後是引發爭議的塞爾維亞科學藝術學院備忘錄的作者之一。雖然是聯邦的最高領導人，喬西奇在1993年因反對塞爾維亞總統米洛舍維奇而被趕下台。之後擔任聯邦總統的是佐蘭·利利奇，他在1993年至1997年期間擔任總統職務。1997年，米洛舍維奇的塞爾維亞總統職務到期，并就任聯邦總統。在2000年的聯邦總統選舉中，米洛舍維奇因涉嫌舞弊而被非難。要求米洛舍維奇下台的南斯拉夫市民們上街示威，在貝爾格萊德發展為暴動。米洛舍維奇在不久之後下台。沃伊斯拉夫·科什圖尼察在此之後就任南斯拉夫聯邦總統職務。科什圖尼察在2003年南聯盟改組為聯盟國家塞爾維亞和黑山為止都擔任總統職務。

## 經濟
南斯拉夫聯盟共和國與南斯拉夫社會主義聯邦共和國相比，失去了大片領土，市場也因此縮小。加上經濟政策的失敗、戰爭導致的國際經濟制裁，其經濟陷入嚴重的困境。1990年代前期，南斯拉夫的貨幣南斯拉夫第納爾遭遇了惡性通貨膨脹。1990年代中期才擺脫了通貨膨脹。而令南斯拉夫經濟情況更加惡化的則是科索沃戰爭中對基礎設施和產業設施的空襲。這些因素使得南斯拉夫的經濟規模縮小至1990年的一半。米洛舍維奇下台後，民主反對派聯盟的聯合政權實施了經濟安定化措施，開始了大胆的市場改革。南斯拉夫在2000年重新獲得國際貨幣基金組織的会員資格，并再次加入了世界銀行和歐洲復興開發銀行，回到了國際社會。
黑山的經濟規模較小，其經濟受到聯邦政府支配，在米洛舍維奇時代前期受塞爾維亞支配。兩國的中央銀行在後來分離，黑山導入德國馬克作為貨幣，德國馬克改為歐元之後黑山則使用歐元作為貨幣。塞爾維亞在之後將南斯拉夫第納爾改名為塞爾維亞第納爾，并繼續使用。
南聯盟複雜的政治關係、滯後的民營化、歐洲景氣低迷都給南斯拉夫經濟帶來了負面的影響。國際貨幣基金組織的介入，特別是對財政規律的要求成為政策決定的重要因素。嚴重的失業率是經濟問題的核心。貪污和腐敗極為嚴重。巨大的黑市以及犯罪對經濟的侵蝕也是問題。